# Juana Perea Plata
Juana María Perea Plata (Bogotá, 27 de diciembre de 1969 - Nuquí, 29 de octubre de 2020) fue una activista y empresaria colombo-española. Era  nieta de Andrés Perea Gallaga, quien en 1945 fue el primer delegado del gobierno vasco en Colombia.
Vivía desde hacia varios años en Nuquí, donde organizó a las mujeres y se opuso a la construcción del puerto de Tribugá, en el departamento del Chocó.

## Vida
Juana Perea hizo cuanto pudo con su vida. A los 17 años abandonó todo y vivió entre barcos en Cartagena; luego, durmió durante meses en un velero en Aruba, donde se hizo buzo profesional; trabajó en la búsqueda de locaciones para un reality en Noruega; y allá mismo, por su espíritu aventurero, le ofrecieron un contrato con el Gobierno estadounidense para coordinar vuelos en una base aérea de Afganistán que durante un tiempo fue la más bombardeada en la guerra contra el terrorismo. En ese país asiático conoció a Dave Foreman, un bombero estadounidense con el que se casó y con quien llegó a Nuquí para fabricar un paraíso.
Perea Plata tenía doble nacionalidad, colombo-española, pues su abuelo Andrés Perea Gallaga llegó a Colombia en 1945 como primer delegado del Gobierno vasco en Colombia, recién escapado de la España de Franco, en la que lo buscaban vivo o muerto. Quizá por eso, y por su color de piel y sus historias del mundo, en Nuquí veían a Juana como una extranjera.
Juana era una activista como pocas en esas tierras donde la ciudadanía organizada no existe, pues los pobladores viven bajo el miedo de las amenazas. Además, denunciaba constantemente el abandono de las zonas rurales y el poder que allí ostentan los armados. Así, Perea Plata creó el Costurero Golfo de Tribugá, un proyecto comunitario que alcanzó el apoyo de la empresa privada, y reunió a más de 100 mujeres que se capacitan en usar máquinas domésticas e industriales para impulsar una nueva economía basada en la confección. Justo en los últimos meses antes de su muerte fabricaron tapabocas reutilizables para no contaminar las playas.

## Muerte
El 29 de octubre de 2020, la lideresa social Juana Perea fue encontrada sin vida y con una herida de bala en la cabeza, frente a la estación de Policía del municipio de Nuquí, ubicada en la playa, según confirmó el alcalde de Nuquí, Yefer Gamboa.
Según la investigación, hombres armados pertenecientes al Clan del Golfo llegaron a la vivienda de la víctima en el corregimiento de Termales y la llevaron, en contra de su voluntad en una lancha, a través del río Nuquí y, a la altura del sector conocido como Coquí, le dispararon
Según la Fiscalía, el asesinato habría sido ordenado por cabecillas del grupo delincuencial, luego de que Juana Perea los increpara y les pidiera abandonar la región para reactivar proyectos ecoturísticos y dar garantías de seguridad para el regreso de turistas a la región.
A Néstor Leonel Lozano se le imputaron los delitos de feminicidio agravado y concierto para delinquir, luego de que con las investigaciones se determinó que la líder ambiental fue sometida a condiciones de terror y humillación antes de ser asesinada. La jueza de control de garantías determinó que Lozano es un peligro para la sociedad y que, en libertad, puede huir u obstruir a la justicia en el desarrollo de la investigación, razón por la que lo envió a la cárcel de Anayansi de Quibdó, Chocó.